# Emirato di Harar
L'emirato di Harar fu uno stato islamico risiedente in Etiopia nato dall'esodo del popolo Harar, ed esistette per quasi due secoli e mezzo prima di essere sottomesso dall'impero etiope. Fu retto dalla dinastia Ali.

## Storia
L'emirato nacque a seguito di un esilio autoimposto dal popolo Harar, in segno di rifiuto di riconoscere ʿUmardīn Ādan, imam di Aussa come loro sovrano. Il regno da loro fondato, che ebbe come primo capo di stato `Ali ibn Da`ud, ebbe un'area compresa tra i fiumi Awash e Shebelle; l'Ogaden fu uno stato tributario al regno, che a sua volta era tecnicamente sotto la protezione dell'impero ottomano, come tutti gli stati musulmani nell'area.
Il chedivato d'Egitto annesse l'emirato nel 1875, ma poi nel 1882, sette anni dopo, l'impero britannico sconfisse il chedivato e ne occupò i territori, compresa Harar. Tuttavia, in seguito, gli inglesi si accordarono con gli etiopi per aiutarli a combattere le forze Mahdiste in Sudan, in cambio della cessione della zona di Harar (e del suo emirato) sotto la sfera d'influenza etiope. Così, a seguito del trattato di Hewett (o trattato di Adua), gli inglesi si ritirarono da Harar due anni dopo, nel 1884, lasciando la città ad Abdullahi II, figlio del precedente emiro, alla guida di alcune centinaia di fucilieri, alcuni cannoni e un pugno di ufficiali scelti britannici. L'emirato sarebbe stato infine distrutto tre anni dopo, nel 1887, nella battaglia di Chelenqo. per mano degli eserciti di Negus Sahle Maryam di Showa (il futuro imperatore Menelik II), che avrebbe in seguito annesso l'emirato.

## Lista degli emiri
|    | Name                     | Regno       | Note |
| -- | ------------------------ | ----------- | --- |
| 1  | ʿAli ibn Dā'ūd           | 1647–1662   | Fondatore dell'emirato |
| 2  | Hāshim ibn ʿAli          | 1662–1671   | Figlio di ʿAli |
| 3  | ʿAbdullah ibn ʿAli       | 1671–1700   | Figlio di ʿAli |
| 4  | Ṭalḥa ibn ʿAbdullah      | 1700–1721   | Figlio di ʿAbdullah |
| 5  | Abūbakar ibn ʿAbdullah   | 1721–1732   | Figlio di ʿAbdullah |
| 6  | Khalaf ibn Abūbakar      | 1732–1733   | Figlio di Abūbakar |
| 7  | Ḥāmid ibn Abūbakar       | 1733–1747   | Figlio di Abūbakar |
| 8  | Yūsuf ibn Abūbakar       | 1747–1755   | Figlio di Abūbakar |
| 9  | Aḥmed ibn Abūbakar       | 1755–1782   | Figlio di Abūbakar |
| 10 | Maḥamed ibn Yūsuf        | 1782–1783   | Figlio di Yūsuf |
| 11 | ʿAbdalshakūr ibn Yūsuf   | 1783–1794   | Figlio di Yūsuf |
| 12 | Aḥmed ibn Maḥamed        | 1794–1821   | Figlio di Maḥamed |
| 13 | ʿAbdalraḥmān ibn Maḥamed | 1821–1825   | Figlio di Maḥamed |
| 14 | ʿAbdulkarīm ibn Maḥamed  | 1825–1834   | Figlio di Maḥamed |
| 15 | Abūbakar ibn ʿAbdalmanān | 1834–1852   | Nipote di Maḥamed |
| 16 | Aḥmed ibn Abūbakar       | 1852–1866   | Figlio di Abūbakar |
| 17 | Maḥamed ibn ʿAbdalshakūr | 1866–1875   | Figlio di ʿAbdalshakūr, verrà deposto dal chedivato d'Egitto |
| -- | Chedivato d'Egitto       | 1875–1882/4 | L'Egitto annette Harar nel 1875, e lo mantiene sotto il suo controllo fino al 1882, con l'arrivo degli inglesi e la conquista dell'Egitto. Gli inglesi si ritireranno in seguito da Harar nel 1884. |
| 18 | ʿAbdullah ibn Maḥamed    | 1884–1887   | Figlio di Maḥamed (17), sarà l'ultimo sovrano del regno, che verrà distrutto da quello di Shewa nel 1887.                                                                                           |